# Eduard Batlle i Pomar
Eduard Batlle i Pomar (Lleida, 1974) és un poeta, filòsof i antropòleg català que viu a Castelldans.

## Trajectòria
Va estudiar Filosofia a la Universitat de Girona. El 2010, va ser finalista del IV Premi de Poesia Benet i Caparà, a partir del qual l'editorial Òmicron li va publicar el primer llibre de poemes, Elogi del desassossec, inspirat en el Llibre del desassossec del poeta portuguès Fernando Pessoa. Durant el 2016 va publicar amb Pagès Editors Suite borgenca, escrit en prosa poètica', el qual fou reconegut amb el VII Premi Jordi Pàmias de Poesia del 2015. El 2018, l'editorial valenciana l'Editorial Denes va publicar Registre fòssil, que va merèixer el XXXV Premi Manuel Rodríguez Martínez-Ciutat d'Alcoi.
Batlle ha estat inclòs a les antologies Mig segle de poesia catalana. Del maig del 68 al 2018 a cura de Vicenç Altaió i Josep Maria Sala Valldaura, i Poetes de Ponent, a cura de Jordi Pàmias i Jaume Pont.
Des del 2016 va treballar amb l'edició d'una antologia de textos poètics, assagístics, narratius i epistolars de l'escriptor ponentí Miquel Lladó, mitjançant la Càtedra Màrius Torres de la Universitat de Lleida. El 2019 Pagès Editors va publicar l'antologia Del fonoll a la neu: antologia de textos.

## Obra
- Elogi del desassossec (2010, ISBN 9788492544646)
- La Comtessa de Tiurana (2011)
- Suite borgenca (2016, ISBN 9788499757438)
- Registre fòssil (2018, ISBN 9788416473335)
- Del fonoll a la neu: antologia de textos (editor literari) (2019, ISBN 9788413031231)